# Аполлонія Александрійська

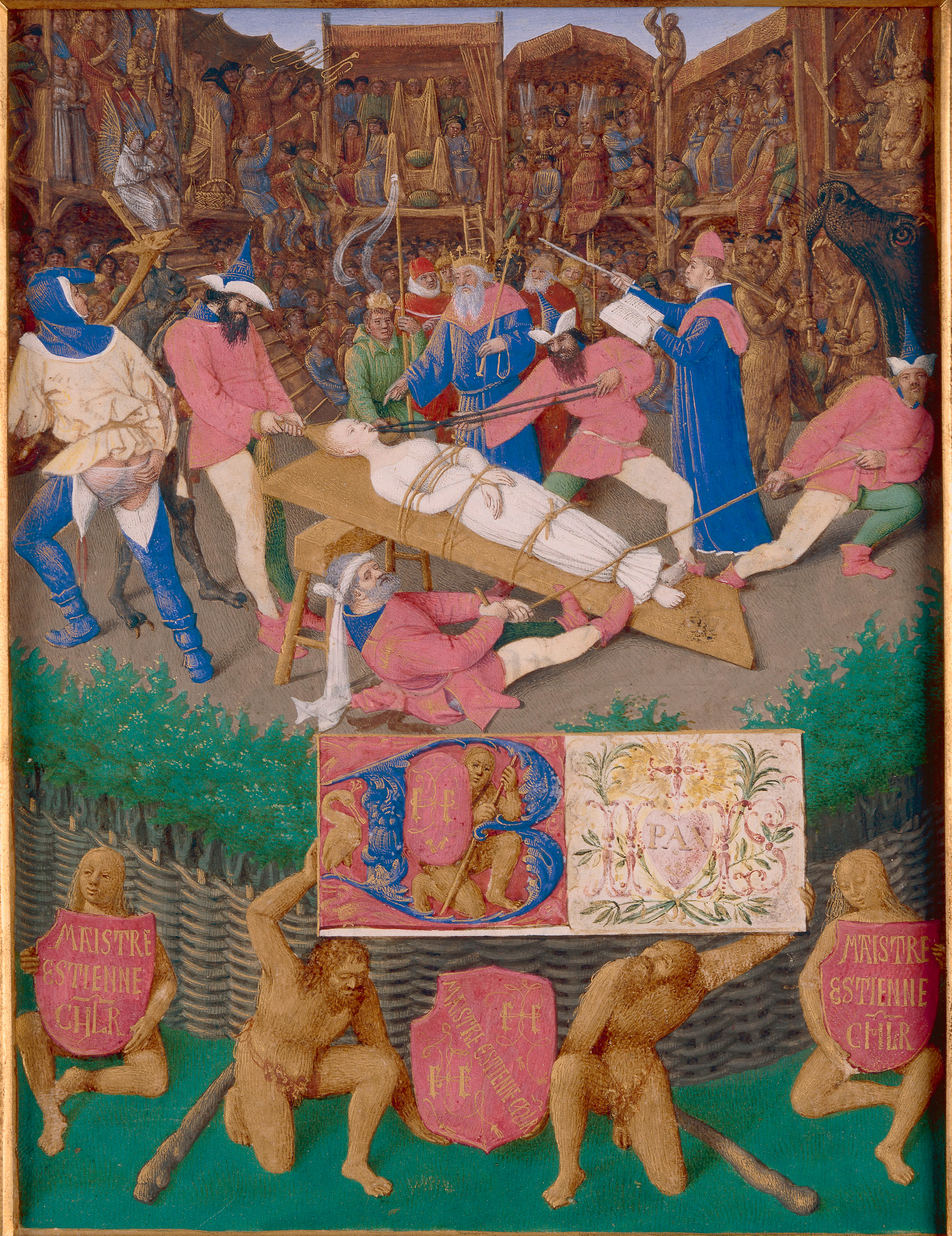
Мучеництво святої Аполлонії, манускрипт Золотої книги Етьєна Шевальє (Étienne Chevalier) роботи Жана Фуке.

Аполлонія Александрійська (II століття, Александрія — 9 лютого 249, Александрія) — ранньохристиянська мучениця, постраждала під час гоніння імператора Деція. Свята католицької церкви. Вшановується 9 лютого.

## Життєпис
Аполлонія була донькою видатного александрійського чиновника. За те, що вона вірила в Христа, її піддали жорстоким тортурам. Але Аполлонія відмовилася відректися від християнства. Про її мучеництво пише в «Церковній історії» Євсевій Памфіл, приводячи лист про ці події олександрійського патріарха Діонісія I Великого до Антиохійського патріарху Фабія:

Язичники схопили також Аполлонію, дивну бабусю-незайманку, били по щелепі, вибили всі зуби; влаштували за містом багаття і погрожували спалити її живцем, якщо вона заодно з ними не вимовить блюзнірські вигуки. Аполлонія попросила її розв'язати. Трохи помолившись, вона відійшла в сторону, стрибнула з розбігу в вогонь і згоріла.— Євсевій Памфіл. «Церковна історія». VI, 41
Свята Аполлонія померла 9 лютого 248 або 249 року. Атрибутами святої Аполлонії стали зуби або щипці.
Міжнародний день стоматолога святкується 9 лютого — в день пам'яті святої Аполлонії.